# 英國府際關係
在英國，府際關係（英語：Intergovernmental Relations，簡稱）是指英國中央政府與各構成國（即蘇格蘭、威爾斯及北愛爾蘭）的政府之間的互動關係。在不同的政策或行政領域上，各地的政府大臣及公務員都要恆常地互相接觸，確保相關決策及合作行動能夠順利進行。
現時而言，所有政府代表都會透過首相及首席部長理事會作資訊交流及討論。英國政府亦設有聯盟大臣（由英國首相兼任）及府際關係部長（由蘭加斯特公爵領地事務大臣兼任）負責統籌有關事宜並在會議上代表英國政府。

## 歷史
1997年英國大選時，工黨承諾如果當選會向蘇格蘭及威爾斯下放權力；該黨獲勝並上台後，時任首相貝理雅便逐步開始在兩地及北愛爾蘭推行權力下放。至此，三個構成國亦相繼成立其行政機關處理自治事務。
1999年，當時的英國政府、威爾斯國民議會行政委員會、蘇格蘭行政院及北愛爾蘭行政院簽署了諒解備忘錄：各方同意成立部長級聯合委員會（英語：Joint Ministerial Committee），負責協調中央及構成國之間的關係，包括：
- 考慮影響權力下放事項之附屬責任的保留事項（反之亦然）
- 考慮權力下放事項，如有利於討論英國各地的各自安排
- 恆常檢討四個政府之間的聯絡安排
- 考慮四個政府之間的爭端

2010年，中央政府及三個構成國政府同意增設一個爭端解決機制（英語：Dispute Resolution Protocol），以有效避免及解決政府之間所出現的矛盾；在2010年至2013年，此項機制曾經被啟動過四次；但於2017年，蘇格蘭政府及威爾斯政府嘗試就保守黨與北愛爾蘭的民主統一黨所達成的信任及補給協議內容而啟動機制，但時任文翠珊政府未有回應。
2018年3月，中央政府及三個構成國政府同意為府際關係進行檢討，著眼於制定英國與構成國關係的原則、爭端解決程序、部長級聯合委員會體系的未來以及權力下放政府在未來國際談判中的定位。
2022年，「府際關係檢討報告」正式被公佈。四個政府全部同意撤銷現時的部長級聯合委員會，並以一個三層互動架構（英語：Three-Tier Engagement Structure）作代替。

## 原則
根據2022年1月的檢討結果，四個政府同意未來的互動必須按照以下五大原則進行：
1. 保持積極、建設性和尊重的關係
2. 建立和維持互信
3. 分享資訊並尊重機密性
4. 增進了解對各政府之間的活動
5. 透過商定的程序解決爭議

## 三層互動架構
此管治方式於2022年起實施至今。

### 首相及首席部長理事會
首相及首席部長理事會（英語：Prime Minister and Heads of Devolved Governments Council）是最高級的互動層別，由英國首相及三個構成國的首席部長們組成。

#### 職責
- 討論需要在聯合王國層級進行合作的政策
- 監督其他層級內的其他政府組織和機制
- 擔任英國爭議解決機制的最終仲裁機構

#### 成員
| 姓名               | 公職               | 身份 |
| ------------------ | ------------------ | ---- |
| 施紀賢             | 英国首相           | 主席 |
| 施榮禮             | 苏格兰首席部長     | 成員 |
| 伊里內德·摩根      | 首席部長           | 成員 |
| 米歇尔·奥尼尔      | 北爱尔兰首席部长   | 成員 |
| 艾瑪·利特爾-彭傑利 | 北爱尔兰副首席部长 | 成員 |

### 跨部會常設委員會
跨部會常設委員會（英語：Interministerial Standing Committees）屬於互動架構的中層，由府際關係部長領導，並負責討論跨部會小組無法討論的合作領域，包括：跨部會、財務。該兩個委員會將有來自中央政府和三個構成國政府的代表，大概每月舉行一次會議。

### 跨部會小組
目前，跨部會小組（英語：Interministerial Groups）屬於互動架構的底層，並會經常召開會議討論不同政策範疇，包括：
1. 商業及產業
2. 教育
3. 英國-歐盟關係
4. 選舉及登記
5. 環境、食物及鄉郊事務
6. 房屋、社區及地方政府
7. 2021年聯合國氣候變化大會

## 相關機構
除此之外，英國政府有其他渠道與個別構思國政府進行合作。再者，英國亦有成立不同機構和論壇，以加強中央政府、權力下放機構及地方政府之間的關係。某些機構的成員亦包括聯合管理局、大倫敦政府及地方議會的代表，旨在補充而非取代英國四個政府之間的府際關係體系。
英格蘭市長理事會（英語：Mayoral Council for England），成立於2024年10月10日，由副首相擔任主席，其他成員包括相關政府部長、倫敦市長及英格蘭各聯合管理局的市長；理事會每年召開四次會議。
構成國及區域理事會（英語：Council of the Nations and Regions），成立於2024年10月11日，成員包括首相及相關內閣大臣，三個構成國的首席部長、倫敦市長及英格蘭各聯合管理局的市長。

## 外部連結
- 英國政府官網：府際關係網頁 （页面存档备份，存于）